# 斯蒂尼爾湖
斯蒂尼爾湖（英語：Stinear Lake），是南極洲的湖泊，位於伊利沙伯女皇地，處於丁格爾湖以東的布雷德內斯半島，長2.8公里、寬0.5公里，根據美國海軍拍攝的空中照片繪入地圖，現時由南極條約體系管理。